# Юліана Гессен-Філіпстальська
Юліана Вільгельміна Луїза Гессен-Філіпстальська (нім. Juliane Wilhelmine Luise von Hessen-Philippsthal, 8 червня 1761 — 9 листопада 1799) — ландграфиня Гессен-Філіпстальська з Гессенського дому, донька ландграфа Гессен-Філіпсталя Вільгельма та ландграфині Ульріки Елеонори Гессен-Філіпсталь-Бархвельдської, дружина графа Шаумбург-Ліппе Філіпа II. Регентка графства Шаумбург-Ліппе у 1787—1799 роках.

## Біографія

### Ранні роки
Народилась 8 червня 1761 року у Зютфені. Була п'ятою дитиною та третьою донькою в родині Вільгельма Гессен-Філіпстальського та його дружини Ульріки Елеонори Гессен-Філіпсталь-Бархвельдської. Мала старшого брата Карла та сестру Фредеріку. Інші діти померли в ранньому віці до її народження. Згодом сімейство поповнилося п'ятьма молодшими дітьми, троє з яких досягли дорослого віку. 
Батько в той час служив у голандському війську у чині генерала від кавалерії. У 1770 році він став ландграфом Гессен-Філіпсталя. Свою резиденцію переніс у Кассель. Там Юліана вперше побачила свого майбутнього чоловіка.

### Подружнє життя
У 19 років була видана заміж за правлячого графа Шаумбург-Ліппе Філіпа II. Наречений був удівцем, всі його нащадки від першого шлюбу також померли. Весілля відбулося 10 жовтня 1780 у Філіпсталі. Шлюбний договір засвідчував, що Юліана у разі смерті чоловіка стає опікуном їхніх дітей. В канун Різдва наступного року Юліана народила первістка. Всього у подружжя було четверо спільних дітей. Сімейство мешкало у замку Бюккебурга. Юліана перетворила частину місцевого саду у пейзажний парк. Літньою резиденцією слугував замок Гагенбург. Також мали мисливський будинок Баум у Шаумбурзькому лісі.
У лютому 1787 року Юліана була у Касселі, коли дізналась про важку хворобу Філіпа. Повернувшись до Бюккебургу 15 лютого, вона знайшла його вже мертвим.

### Регентство
Графиня після смерті чоловіка узяла на себе регентство на час малолітства сина. Відразу після цього землі Шаумбург-Ліппе окупували війська ландграфа Гессен-Касселя Вільгельма IX, який стверджував, що після смерті Філіпа престол графства став вакантним. Юліана із дітьми знайшли притулок у Міндені, звідки графиня звернулася по допомогу до короля Пруссії та імператора. В результаті підтримки Ганновера, Пруссії та Імперської Ради вона домоглася швидкого виводу гессенських військ зі своїх земель. Окупанти залишили Шаумбург-Ліппе 18 квітня.

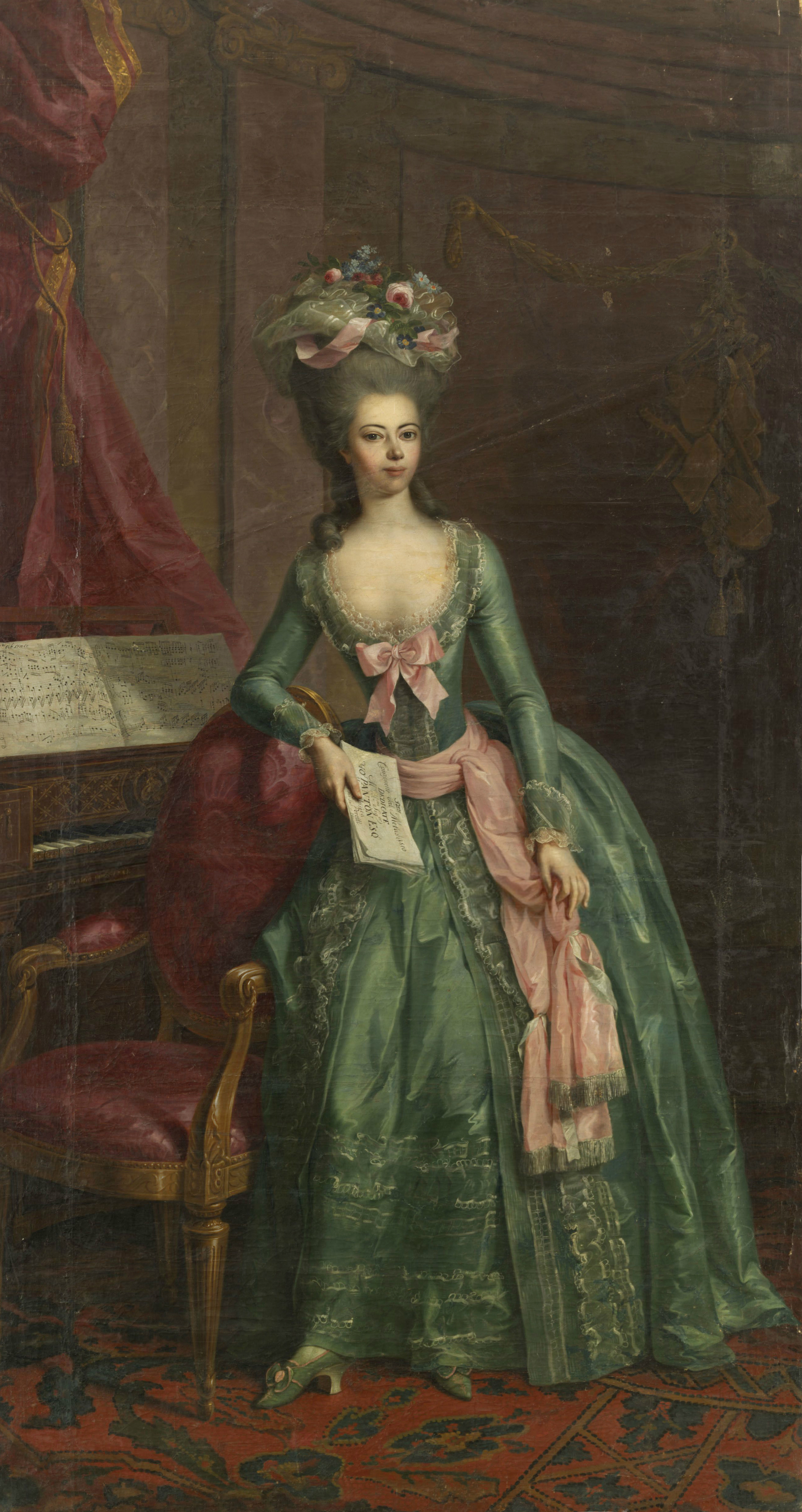
Портрет Юліани пензля Й. Г. Тішбейна

20 листопада 1787 року призначила співрегентом райхсграфа Йоганна Людвіга фон Вальмоден-Ґімборна, позашлюбного сина короля Великої Британії Георга II. У січні 1790 або 1791 року народила сина від придворного камергера, барона Клеменса Августа фон Кааса. 
Графиню змальовували як освічену, енергійну та чуйну жінку. Її правління стало надзвичайно корисним для графства. Вона провела глибокі реформи в економіці та освіті, скоротила двір, продовжила політику толерантності до євреїв та досягла успіху у зниженні податків. Підтримувала сільське господарство. Зменшила строк військової служби до шести років. Особистим лікарем та радником призначила Бернхарда Крістофа Фауста. На прохання графині, він безкоштовно розповсюджував свій «Катехизис здоров'я» у школах Шаумбург-Ліппе.
На початку 1790-х років замовила перетворення замку Гагенбург на сучасний заміський палац. Вважається, що перші проекти, створені Клеменсом Августом фон Фагедесом, були готові вже восени 1791 року, однак остаточний варіант було схвалено лише у січні 1793 року. Вже навесні 1793 року почалися будівельні роботи.
У 1794 році вирішила перетворити містечко Айльзен на курорт, заради чого придбала 23 акра землі в районі джерел у селян. Згодом цю справу продовжив її син.
Двічі на тиждень в замку проходили публічні концерти. Юліана періодично сама брала участь у музичних і театральних виставах. Концертмейстером придворної капели був Йоганн Крістоф Фрідріх Бах, якого у 1795 році змінив вайльбурзький капельмейстер Франц Крістоф Нойбауер. 
Протягом наполеонівських воєн матір Юліани та її сестра також проживали у Шаумбург-Ліппе. У лютому 1795 року Ульріка Елеонора померла у Бюккебурзі.
Наприкінці жовтня 1799 року графиня захворіла на сильну простуду. Згодом, здавалося, небезпека минула, однак трапився рецидив, і 9 листопада Юліана померла. Згідно свого побажання, була похована з матір'ю у мавзолеї у Шаумбурзькому лісі.

## Родина
Чоловік — Філіп II
Діти:

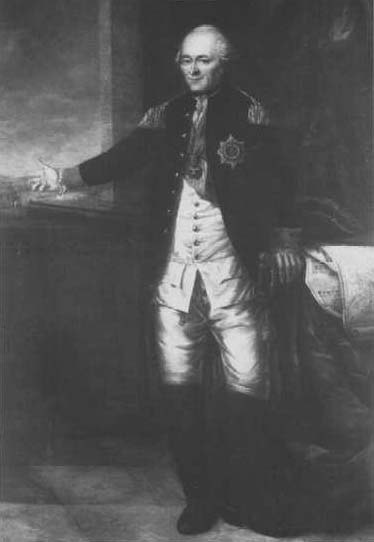
Портрет Філіпа II

- Елеонора Луїза (1781—1783) — прожила 1 рік;
- Вільгельміна Шарлотта (1783—1858) — дружина графа Ернста Фрідріха Мюнстер-Ленденбург, мала сина та семерих доньок;
- Георг Вільгельм (1784—1860) — граф, а згодом князь Шаумбург-Ліппе, був одружений з принцесою Вальдек-Пірмонт Ідою, мав дев'ятеро дітей;
- Кароліна Луїза (1786—1846) — одружена не була, дітей не мала. Жила при дворі брата.

Позашлюбний звязок — барон Клеменс Август фон Каас
Діти:
- Клеменс Антон (1790—1836) — барон фон Альтхаус, генерал армії Перу, був одружений з Марією Мануелою Флорес дель Кампо і Трістан, мав чотирьох дітей.